# Botan (software)
Botan je softwarová knihovna zaměřená na kryptografii. Implementuje řadu běžných šifer, formátů a kryptografických protokolů, mimo jiné například TLS. Je naprogramována v C++, uvolněna jako svobodný software pod licencí BSD, a jedná se o multiplatformní software odladěný mimo jiné pro GNU/Linux, Microsoft Windows, MacOS a další BSD systémy.
Knihovna je ve vývoji od roku 2002, ale do roku 2002 se jmenovala OpenCL, což je název posléze používaný pro standard pro paralelní programování heterogenních počítačových systémů.
V letech 2015–2017 zafinancoval německý Spolkový úřad pro bezpečnost informační techniky (BSI) pro Botan projekt především na zlepšení dokumentace, testů a schopností.